# Česká Lípa-Holý vrch (železniční zastávka)
Česká Lípa-Holý vrch je jedna z železničních zastávek ve městě Česká Lípa. Leží na železniční trati z České Lípy do Děčína, nyní označená jako trať 086.

## Historie
Zastávka je poměrně nová, byla postavena na žádost města kvůli hustější obydlené zástavbě v západní části města (sídliště Holý vrch). Před vybudováním proběhla mezi obyvateli anketa o jejím zřízení, ve které se 94 % respondentů vyjádřilo pro její zřízení. Uvedena do provozu byla 15. prosince 2002.

## Železniční trať
Přes zastávku vede jednokolejná železniční trať 086 z České Lípy hlavního nádraží, kde lze přestoupit na trať 080 nebo trať 087. Zastávka Holý vrch je první zastávkou, trať poté pokračuje východním směrem na Stružnici a Děčín.

## Popis

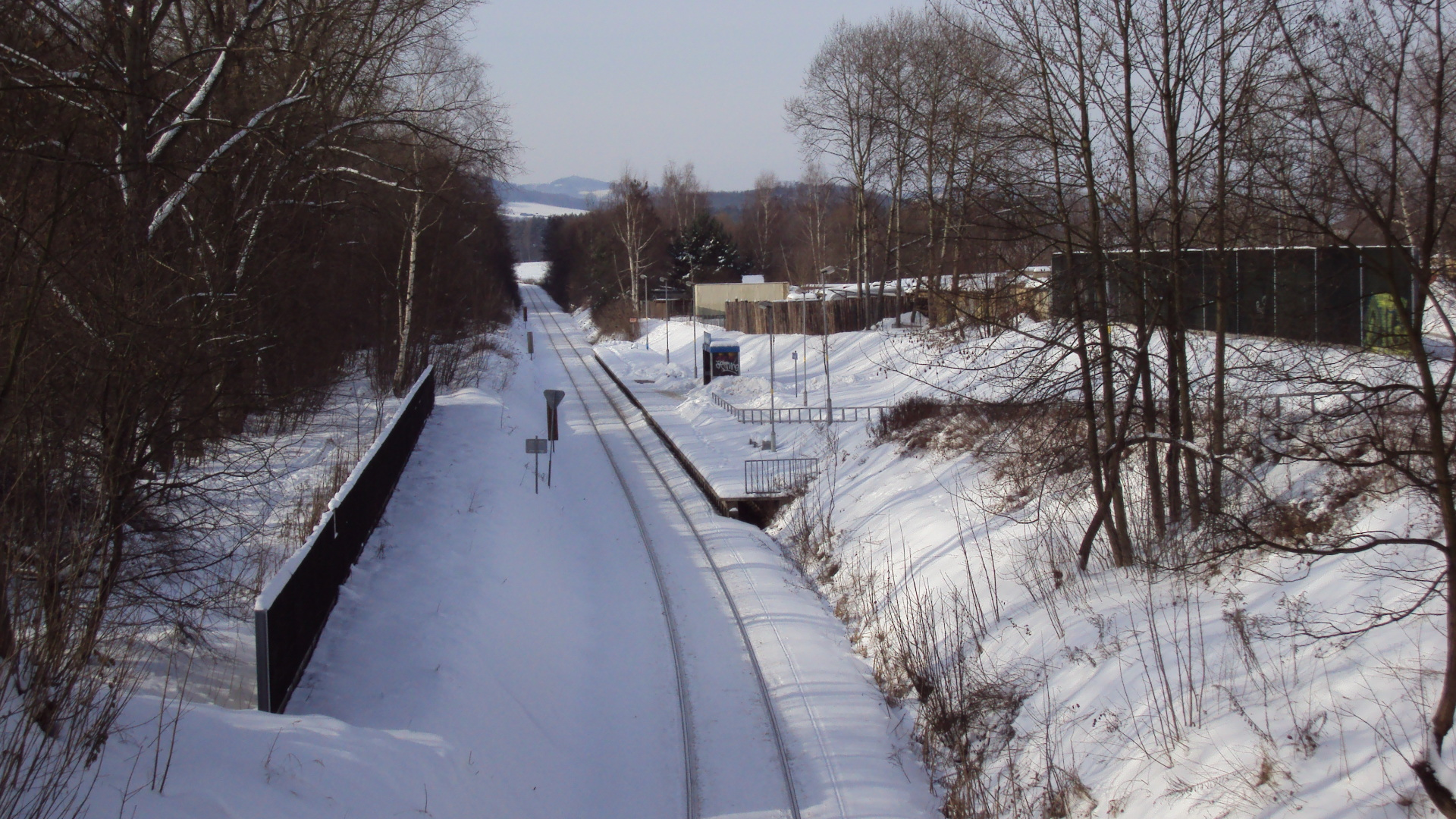
Zastávka z nedalekého mostu

Jedná se o zastávku ve výšce 250 m n. m., bez obsluhy a na znamení. Pro cestující byla vybudována vydlážděná přístupová cesta a na peronu přístřešek ze dřeva a kovu. Nedaleko se nachází stanice českolipských městských autobusů Jižní a také kopec Holý vrch, podle něhož má zastávka i čtvrť jméno.
V současné době zde staví jen osobní a spěšné vlaky linky L2 Liberec – Česká Lípa – Děčín.